# Nazionale maschile di pallacanestro della Norvegia
La nazionale maschile di pallacanestro norvegese (Norges herrelandslag i basketball) rappresenta la Norvegia nelle competizioni internazionali maschili di pallacanestro organizzate dalla FIBA. È gestita dalla Federazione cestistica della Norvegia.

## Storia
La nazionale norvegese ha a sua disposizione atleti provenienti da sei differenti stati: rappresenta in Norvegia la squadra nazionale più multietnica. nonostante ciò non è mai riuscita a qualificarsi a Tornei internazionali di prestigio.
La Norvegia ha disputato la sua prima gara amichevole nel 1966, contro l'Islanda, che vinse l'incontro 74-39. Il giocatore più rappresentativo è Torgeir Bryn, che detiene anche il record di presenze, 111. 
Nel periodo 2012-2017, problemi finanziari hanno portato la Federazione norvegese di pallacanestro a chiudere sia la squadra nazionale maschile che quella femminile. La federazione semplicemente non aveva i fondi per mantenere a galla né le squadre maschili né quelle femminili.
Nel 2018, la Norvegia è tornata alle competizioni FIBA, partecipando agli Europei dei piccoli stati, dove nel 1996 e nel 2018, ha segnato la sue uniche apparizioni, terminate entrambe le volte, con una medaglia d'argento.
Nel 2021, ha partecipato alle Qualificazioni all'EuroBasket 2025, senza però riuscire a qualificarsi alla manifestazione.

## Partecipazioni
Europeo FIBA dei piccoli stati
- 1996 -  2°
- 2018 -  2°

## Formazioni

### Europei dei piccoli stati
Campionato europeo FIBA dei piccoli stati 20184 Midtvedt, 5 Frey, 6 Berg, 7 Espe, 8 Ndiaye, 9 Skouen, 10 Jawara, 11 Mjoes, 12 Lamo, 13 Dakin, 14 Dolven, 15 Berg,        All. Mathias Eckhoff

## Nazionali giovanili
- Selezioni giovanili della nazionale di pallacanestro della Norvegia